# Siemionowka (rejon sudżański)
Siemionowka (ros. Семёновка) – wieś (ros. деревня, trb. dieriewnia) w zachodniej Rosji, w sielsowiecie worobżańskim rejonu sudżańskiego w obwodzie kurskim.

## Geografia
Miejscowość położona jest nad rzeką Worobża (dopływ Psioła), 1 km od centrum administracyjnego sielsowietu worobżańskiego (Worobża), 16,5 km od centrum administracyjnego rejonu (Sudża), 80 km od Kurska.

## Demografia
W 2010 r. miejscowość zamieszkiwało 69 osób.